# Хлопсидовые
Хлопсидовые, или ксеноконгеровые (лат. Chlopsidae), — семейство лучепёрых рыб из отряда угреобразных. Ранее формально относили к подотряду Muraenoigei, выделены в отдельный подотряд Chlopsoidei. Морские донные рыбы. Распространены в тропических и субтропических областях всех океанов. Максимальная длина тела представителей разных видов варьирует от 11 до 42 см.

## Описание
Тело удлинённое, несколько сжато с боков, без чешуи. Анальное отверстие расположено почти на середине тела. Глаза хорошо развиты. Рыло от среднего до короткого размера, слегка выступающее за окончание нижней челюсти. Верхняя губа без вздернутого мясистого выступа; нижняя губа с опущенным вниз мясистым выступом или без него. Зубы мелкие, конические или длинные и игольчатые; на челюстях расположены в два или несколько рядов; в один или два длинных ряда на сошнике; нет крупных клыков. Передняя ноздря в виде короткой трубки, около кончика рыла. Задняя ноздря расположена ниже уровня середины глаза, либо сбоку головы над губой, или на губе и закрыта клапаном, либо открывается внутрь рта. Жаберные отверстия редуцированы до маленьких круглых пор. Спинной и анальный плавники хорошо развиты, сливаются с хвостовым плавником; спинной плавник начинается над или немного позади жаберного отверстия. Грудные плавники присутствуют или отсутствуют. Боковая линия неполная, обычно сведена к одной или двум порам на переднем конце канала, перед грудными плавниками; есть поры боковой линии на голове. Позвонков обычно 100—150. Окраска тела существенно различается у разных видов. Чаще всего общая окраска коричневая с беловатым брюхом. У некоторых видов по телу разбросаны пятна, или есть бледные полосы на голове.
Некоторые представители рода каупихтов способны к биолюминисценции.

## Классификация
В составе семейства выделяют 8 родов с 25 видами:
- Boehlkenchelys Tighe, 1992
- Catesbya J. E. Böhlke & D. G. Smith 1968
- Chilorhinus Lütken, 1852 — Хилоринусы[6]
- Chlopsis Rafinesque, 1810 — Хлопсисы[6]
- Kaupichthys L. P. Schultz, 1943 — Каупихты
- Powellichthys Smith, 1966
- Robinsia Böhlke & Smith, 1967
- Xenoconger Regan 1912 — Ксеноконгеры[6]